# الرواء

تعديل مصدري - تعديل

الرواء هي إحدى قرى عزلة جعار بمديرية خنفر التابعة لمحافظة أبين، بلغ تعداد سكانها 2264 نسمة حسب تعداد اليمن لعام 2004.